# Embritòpodes
Els embritòpodes (Embrithopoda) són un ordre extint de mamífers que aparegueren a l'Eocè superior i s'extingiren durant l'Oligocè.
Presentaven una semblança superficial als rinoceronts, excepte que les seves banyes tenien nuclis de pell amb ceratina, en lloc de pèl. De fet, no tots els embritòpodes tenien banyes. Malgrat la seva aparença, estaven relacionats amb els elefants i no eren perissodàctils.